# A XXVII-a Dinastie Egipteană
Dinastia a XXVII-a a Egiptului, de asemenea, cunoscut sub numele de prima satrapie egipteană, a fost o satrapie ahemenidă între 525 î.Hr. și 402 î.Hr. Ultimul faraon al celei de a XXVI-a dinastie, Psamtik al III-lea, a fost învins de Cambise al II-lea în bătălia de Pelusium în partea de est a deltei Nilului, în 525 î.Hr.
Egiptul a fost, apoi, unit cu Cipru și Fenicia în a șasea satrapie a Imperiului Ahemenid. Astfel a început prima perioadă de conducere persană peste Egipt, care s-a încheiat în jurul anului 402 î.Hr. După un interval de independență, în care au domnit trei dinastii indigene (dinastiile a XXVIII-a, a XXIX-a și a XXX-a), Artaxerxes al III-lea (în 358 î.Hr.) a recucerit valea Nilului, întemeind o a doua satrapie persană a Egiptului, mai scurtă (343 î.Hr.), cunoscută și ca a XXXI-a dinastie.

## Cronologie

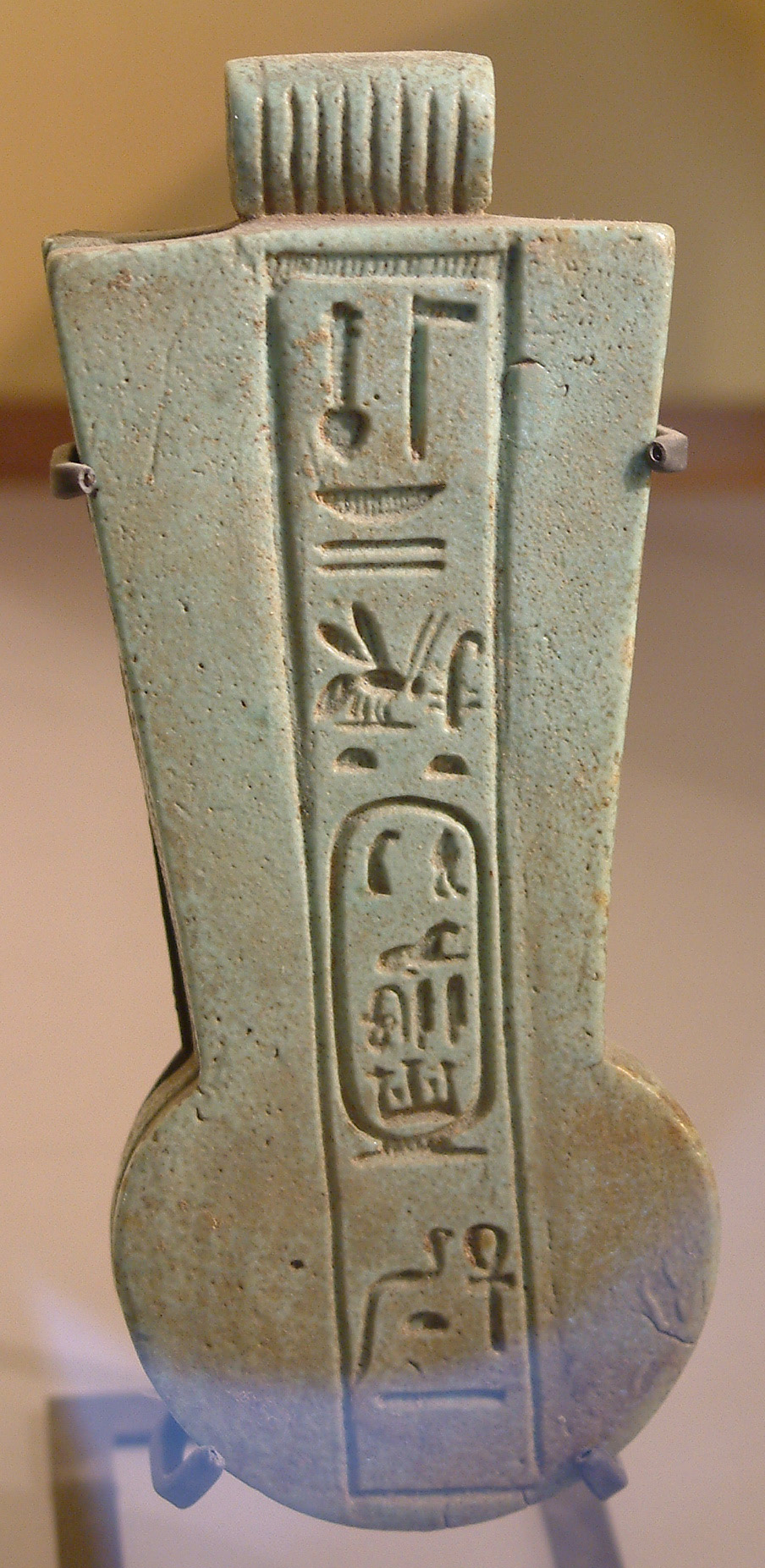
Hieroglife din timpul domniei lui Darius I, Muzeul Luvru, Paris.

## Legături externe
- en  http://www.digitalegypt.ucl.ac.uk//Welcome.html
- en  http://www.ancient-egypt.org/index.html
- en  http://www.narmer.pl/indexen.htm
- en  http://www.phouka.com/pharaoh/pharaoh/pharaohs.html
- de  http://www.eglyphica.de/egpharaonen
- fr  http://2terres.hautesavoie.net/cegypte/texte/chronolo.htm Arhivat în 18 iunie 2009, la Wayback Machine.